# Lucas Osiander der Ältere

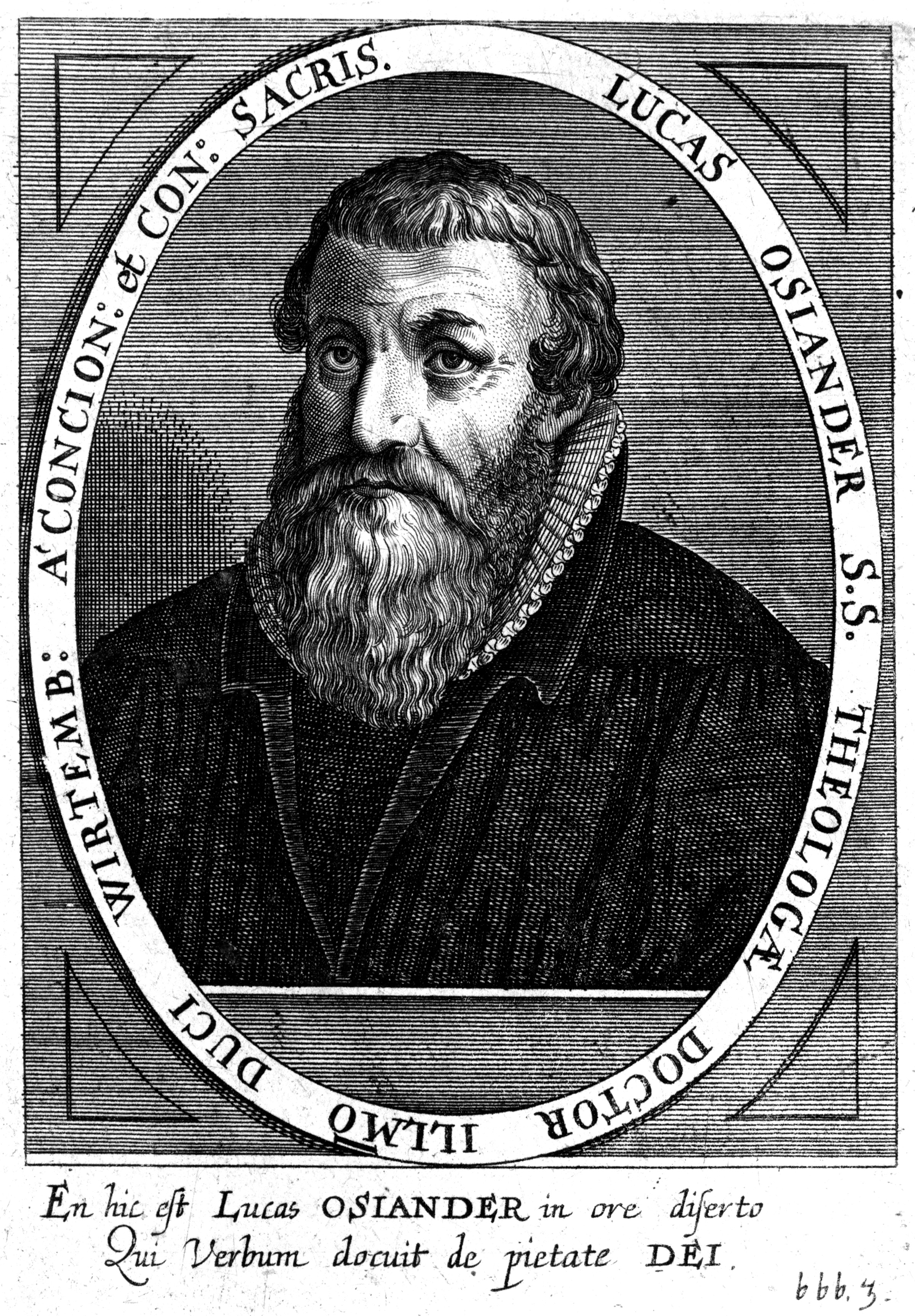
Lucas Osiander der Ältere

Lucas Osiander (* 16. Dezember 1534 in Nürnberg; † 17. September 1604 in Esslingen, begr. in Stuttgart/Stiftskirche) war ein deutscher Pfarrer der Evangelischen Landeskirche in Württemberg. Er war der Sohn des Reformators Andreas Osiander.

## Leben
Schon früh von seinen Eltern zum Studium angehalten, besuchte er die Schule in Nürnberg und Universität Königsberg (Preußen). 1555 wurde er Diaconus in Göppingen, 1558 Pfarrer und Superintendent in Blaubeuren und 1563 Pfarrer an der Leonhardskirche in Stuttgart. Schon während dieser Zeit auch in kirchenpolitischen Missionen unterwegs, wurde Osiander 1569 zum fürstlich württembergischen Hofprediger und Mitglied des Konsistoriums berufen. Im gleichen Jahr wurde er als Mitherausgeber der Psaltervertonungen von Sigmund Hemmel genannt. Er war an den Vorbereitungen der Konkordienformel beteiligt und erstellte zusammen mit Jakob Heerbrand deren offizielle lateinische Übersetzung. 1583 wurde er in Tübingen zum Dr. theol. promoviert. 1596 wurde er Abt und Prälat (Generalsuperintendent) in Adelberg. Aus dieser Stelle wegen seiner Stellungnahme gegen die Juden 1598 vom Herzog entlassen, wirkte er kurzzeitig als Prediger in Esslingen am Neckar, kehrte aber nach einem Jahr nach Adelberg zurück.
Gleichermaßen in Theologie und Musik bewandert, initiierte Lucas Osiander das erste württembergische Gesangbuch von 1583 und vertonte 1586 die reformatorischen Kernlieder als „Kantionalsätze“, um damit der Gemeinde die Möglichkeit zu geben, bei Figuralmusik mitzusingen.
Von ihm stammt wahrscheinlich der Text des Kirchenliedes Gott Vater, Herr, wir danken dir (Evangelisches Gesangbuch, Regionalteil Württemberg Nr. 557).
Seine Bibelkommentare fanden Aufnahme in die sogenannte Osianderbibel, die der Verlag Stern in Lüneburg ab 1650 herausbrachte. Es handelt sich um eine reine Textbibel nach der Übersetzung Martin Luthers.

## Familie
Lucas Osiander war zweimal verheiratet. Seine erste Ehe schloss er 1555 mit Margarethe Entringer (* 1524; † 16. Januar 1566), der Witwe des Pfarrers in Winnenden, Kaspar Leyser (* 20. Juli 1526; † Ende 1554 in Nürtingen). Aus erster Ehe hatte sie den Sohn Polycarp Leyser.
Das Ehepaar hatte vier (nach anderen Quellen: fünf) Kinder. Bekannt sind:
- Monica (* um 1559; † 23. Juli 1611), verh. 1578 mit Superintendent Johannes Schuler in Kirchheim/Teck; 8 Kinder
- Andreas Osiander der Jüngere (* 1562 in Blaubeuren; † 1617 in Tübingen)
- Johann Osiander (* 1564 in Stuttgart; † 1626)
- Paul (* 1565; † jung)

Nach dem Tod seiner ersten Frau heiratete Lucas Osiander im Mai 1566 Tabitha (* 21. Dezember 1539 in Oberstenfeld; † 22. März 1625 in Tübingen), die Tochter des Pfarrers und Spezialsuperintendenten in Waldenbuch Vitus Engel und dessen erster Ehefrau NN. Aus dieser zweiten Ehe gingen sechs Kinder hervor, die alle in Stuttgart geboren wurden. Folgende Kinder sind bekannt:
- Catharina (* 1568; † 1633 in Stuttgart), verh. 1585 mit dem Stadtpfarrer Daniel Heckher in Güglingen, 1591 mit dem Pfarrer Ludwig Braitmayer (Breitmaier) in Bittenfeld
- Tabitha (* 1569; † 1620 in Tübingen), verh. 1587 mit Jakob Hesch, Diaconus in Urach, dann Pfarrer in Feuerbach
- Lucas (* 1571; † 1638 in Tübingen)
- Sara (* 1573; † vor 1593)
- Elisabetha (* 1576; † 1597 in Bietigheim), verh. 1595 mit Kaspar Bischoff, Diaconus in Bietigheim, dann Pfarrer in Hessigheim
- Maria (* 1579; † vor 1605)